# Short (cráter)

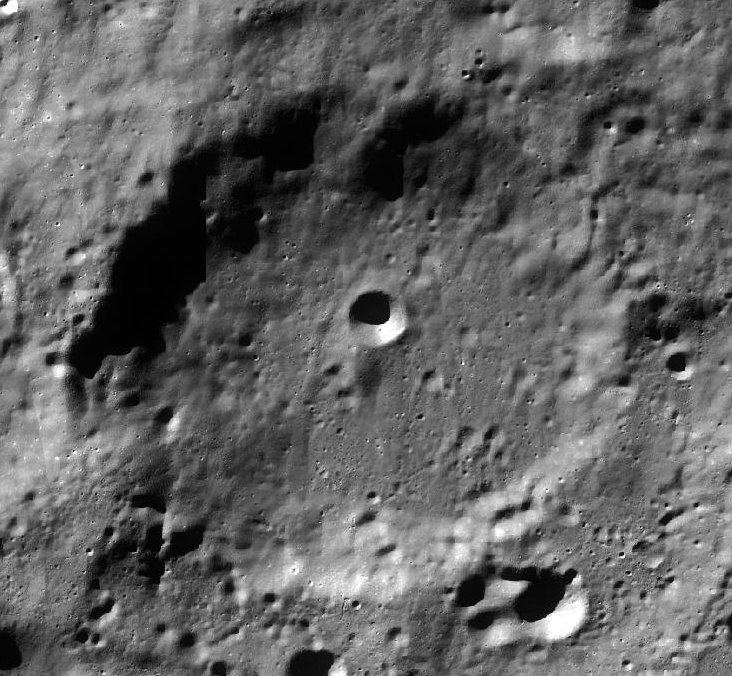
Fotografía de la misión
Lunar Reconnaissance Orbiter

Short es un cráter de impacto localizado en las regiones del sur de la cara visible de la Luna. Se encuentra justo al sur del cráter más grande y prominente Moretus, y al noreste de Newton.
Atraviesa un cráter más antiguo designado Short B. Únicamente no ha desaparecido la sección sureste del borde de Short B, muy erosionada. Presenta una agrupación de pequeños cráteres unidos al borde exterior dentro de Short B.
|  |

El propio Short es una formación erosionada, con un borde exterior algo desigual y la pared interior más estrecha al sureste. Varios pequeños cráteres se encuentran en límite del brocal, así como en la pared interior y en el suelo. En el punto medio de la plataforma interior de Short aparece una modesta elevación central. Un pequeño cráter se sitúa en el borde noreste de esta colina.

## Cráteres satélite
Por convención estos elementos son identificados en los mapas lunares poniendo la letra en el lado del punto medio del cráter que está más cercano a Short.
|       | \| Short \| Coordenadas \| Diámetro \| \| ----- \| ---------------------------- \| -------- \| \| A \| 76°54′S 0°30′O / -76.9, -0.5 \| 34 km \| \| B \| 75°30′S 5°00′O / -75.5, -5.0 \| 71 km \| |          |
| Short | Coordenadas | Diámetro |
| A     | 76°54′S 0°30′O / -76.9, -0.5 | 34 km    |
| B     | 75°30′S 5°00′O / -75.5, -5.0 | 71 km    |